# Trichonta bicolor
Trichonta bicolor är en tvåvingeart som beskrevs av Landrock 1912. Trichonta bicolor ingår i släktet Trichonta och familjen svampmyggor. Enligt den finländska rödlistan är arten nära hotad i Finland. Arten är reproducerande i Sverige. Artens livsmiljö är naturmoskogar. Inga underarter finns listade i Catalogue of Life.